# Z/OS
z/OS（ゼットオーエス、ズィーオーエス）は、IBMが2001年にリリースしたメインフレーム用のオペレーティングシステムの1つ。
z/OSは1966年登場のOS/360や、その後継のMVS、OS/390などの更に後継で、z/ArchitectureをサポートしたIBM System zなどで稼動する。アドレッシングは64ビットで、UNIX、TCP/IP、Javaなど各種のオープン標準を取り入れている。

## 名称
「z/OS」が正式名称で、略称ではない。「z」の由来はSystem z#名称を参照。

## 特徴
z/OSは、起源となる1966年のOS/360以降、IBMメインフレームの大規模用OSで、OS/360以来の上位互換性と高い信頼性・可用性を持つため、製造・金融・流通・運輸・国防などの大規模システムで多く使用されている。
またメインフレーム専用OSでありながらオープンシステムの要素を多く取り入れている。64ビット対応（移植性の向上）、各種のオープン標準のサポート（Ethernet・TCP/IP・Web・C/C++・Perl・Java・Webサービスなど）、UNIX互換環境（UNIX System Services、USS、POSIX準拠、UNIXブランド取得）などがある。
仮想化としては、1台のメインフレーム（System zなど）を、物理分割(PPAR)、論理分割(LPAR)、更にはソフトウェア分割(z/VM)の組み合わせで、多数のz/OSを同時に稼動できる。またMVS以来の多重仮想記憶は、複数のアドレス空間を実現して通常のプログラムからは直接他のアドレス空間が見えない（アクセスできない）点で、単なるマルチタスクとは異なり、一種の仮想機械でもある。
2006年には、JavaやERPなどニューワークロード専用の廉価版であるz/OS.eもリリースされた。
なお、同じIBMメインフレーム専用のOSでも、z/VSEやz/VMやz/TPFとは別物である。また富士通のOSIV/MSPや日立製作所のVOS3は、z/OS（正確には前身のMVS）と一定の互換性があるが、MSPは64ビット化はされておらず、MSPおよびVOS3にはUNIX互換環境は無い。

## 歴史
z/OSの各バージョン・リリースと、出荷開始時期、主な機能拡張は以下の通り。
- 2001年3月 z/OS V1R1 (64bitサポート、インテリジェント・リソース・ディレクター)
- 2001年9月 z/OS V1R2 (ハイパーソケット、拡張ASCII、zFS)
- 2002年3月 z/OS V1R3 (セキュリティ機能強化、USSの管理と運用の強化)
- 2002年9月 z/OS V1R4 (トランザクショナルVSAM、IPv6、自律機能の強化)
- 2004年3月 z/OS V1R5 (マルチ・レベル・セキュリティ、64bit仮想記憶)
- 2004年9月 z/OS V1R6 (z/Architecture前提、zAAPサポート、zIIPサポート、IPv6 Sysplex)
- 2005年9月 z/OS V1R7 (マルチ・サブチャネル・セット、IPv6ハイパーソケット)
- 2006年9月 z/OS V1R8 (XMLシステムサービス、実メモリーのサポートサイズ拡張)
- 2007年9月 z/OS V1R9 (PKIサービスやRACFなどセキュリティ強化、単一イメージ内で最大54エンジン)
- 2008年9月 z/OS V1R10 （LPAR当り最大64エンジン、拡張アドレス･ボリューム(EAV)）
- 2009年9月 z/OS V1R11 （予測障害分析機能、z/OS Management Facility）[3]
- 2010年7月 z/OS V1R12 （VSAM CA Reclaim機能によるパフォーマンス向上など）[4]
- 2012年6月 z/OS V1R13 （z/OS予測障害検知機能とz/OS稼働時診断機能の改善など）[5]
- 2013年9月 z/OS V2R1 [6]
- 2015年9月 z/OS V2R2 [7]
- 2017年9月 z/OS V2R3
- 2019年9月 z/OS V2R4 (IBM z/OS Container Extensions, IBM Cloud Provisioning and Management for z/OS, Cloud Storage Access for z/OS Dataなど)[8]
- 2023年8月 z/OS v3.1[1]

## 構成
以下のコンポーネント（一部はオプション）等から構成されるパッケージでもある。
- IOCP (入出力構成)
- DFSMS (データ管理)
- JES2/JES3 (ジョブ制御システム)
- WLM (ワークロード管理)
- Communication Server (通信)
- TSO/ISPF/SDSF (タイムシェアリングおよび管理開発画面)
- LE (言語環境)
- UNIX System Service (UNIX環境)

z/OS用の主要なミドルウェアには以下がある。
- CICS
- IMS
- DB2
- WebSphere Application Server
- MQ
- Lotus Notes
- TWS

なおz/OSの基本となる機能は、64bit対応やオープンシステムの要素を除けば、MVSの時代にほぼ完成されているため、詳細は以下を参照。